# Gmina Slavonski Šamac
Gmina Slavonski Šamac (chorw. Općina Slavonski Šamac) – gmina w Chorwacji, w żupanii brodzko-posawskiej.

## Miejscowości i liczba mieszkańców (2011)
- Kruševica – 1173
- Slavonski Šamac – 996